# Порядок наследования престола Королевства обеих Сицилий
Королевство обеих Сицилий, существовавшее с 1816 года, было упразднено и включено в состав Итальянского королевства в марте 1861 года. После смерти 7 января 1960 года принца Фердинанда Пия, герцога Калабрийского (1869—1960), на главенство в доме Неаполитанских Бурбонов стали претендовать инфант Альфонсо, герцог ди Калабрия (1901—1964), и его потомки, и принц Раньери, герцог Кастро (1883—1973), и его потомки. Нынешними претендентами на престол бывшего Королевства обеих Сицилий являются принц Педро, герцог Калабрийский (род. 1968), и принц Карло Бурбон-Сицилийский, герцог ди Кастро (род. 1963). Оба претендента — потомки по мужской линии короля Испании Карла III Бурбона, который в 1735 году получил титулы короля Неаполитанского и Сицилийского под именем Карл VII.
Главы Бурбон-Сицилийского королевского дома традиционно являются великими магистрами Священного военного Константиновского ордена Святого Георгия.
В августе 1759 года король Неаполя и Сицилии Карл VII (1735—1759) унаследовал испанский королевский престол после смерти своего старшего сводного брата Фердинанд VI (1746—1759), не оставившего детей. Согласно закону о престолонаследовании, подписанному 6 октября 1759 года Карлом III, престол Королевства обеих Сицилий, согласно Салическому закону, должен был наследоваться его мужскими потомками по первородству. Его старший сын, принц Филипп Калабрийский (1747—1777), был отстранён от престолонаследия по причине слабоумия. Второй сын, принц Карл (1748—1819), в 1759 году получил титул принца Астурийского и стал наследником испанского престола. Его третий сын, принц Фердинанд (1751—1825), в октябре 1759 года получил титулы короля Сицилийского и Неаполитанского. Потомки последнего правили в Королевстве обеих Сицилий вплоть до 1861 года.

## Порядок наследования (Калабрийская линия)
- Король Фердинанд II (1810—1859)
  -  Король Франциск II (1836—1894)
  -  Альфонсо Бурбон-Сицилийский, граф ди Казерта (1841—1934)
    - Фердинанд Пий Бурбон-Сицилийский, герцог ди Калабрия (1869—1960)
    - Карлос, принц Бурбон-Сицилийский (1870—1949)
      -  Альфонсо Мария Бурбон-Сицилийский (1901—1964)
        -  Карлос, герцог Калабрийский (1938—2015)
          -  Педро Бурбон-Сицилийский (род. 1968)
            - (1) Принц Хайме Бурбон-Сицилийский, герцог ди Ното (род. 1993)
            - (2) Принц Хуан Бурбон-Сицилийский (род. 2003)
            - (3) Принц Пабло Бурбон-Сицилийский (род. 2004)
            - (4) Принц Педро Бурбон-Сицилийский (род. 2007)

    - Принц Раньери Бурбон-Сицилийский, герцог ди Кастро (1883—1973)
      -  Принц Фердинандо Мария Бурбон-Сицилийский, герцог ди Кастро (1926—2008)
        - (5) Принц Карло Бурбон-Сицилийский, герцог ди Кастро (род. 1963)

    -  Габриэль Бурбон-Сицилийский (1897—1975)
      - Антуан Бурбон-Сицилийский (1929—2019)
        - (6) Принц Франсуа Бурбон-Сицилийский (род. 1960)
          -  (7) Принц Антуан Бурбон-Сицилийский (род. 2003)

        -  (8) Принц Дженнаро Бурбон-Сицилийский (род. 1966)

      - Принц Жан Мария Казимир Бурбон-Сицилийский (1933—2000)
      -  (9) Принц Казимир Бурбон-Сицилийский (род. 1938)
        - (10) Принц Луис Бурбон-Сицилийский (род. 1970)
        - (11) Принц Александр Бурбон-Сицилийский (род. 1974)

## Порядок наследования (Линия Кастро)
- Король Фердинанд II (1810—1859)
  -  Король Франциск II (1836—1894)
  -  Альфонсо Бурбон-Сицилийский, граф ди Казерта (1841—1934)
    - Фердинанд Пий Бурбон-Сицилийский, герцог ди Калабрия (1869—1960)
    - Карлос, принц Бурбон-Сицилийский (1870—1949)
    - Принц Раньери Бурбон-Сицилийский, герцог ди Кастро (1883—1973)
      -  Принц Фердинандо Мария Бурбон-Сицилийский, герцог ди Кастро (1926—2008)
        -  Принц Карло Бурбон-Сицилийский, герцог ди Кастро (род. 1963)
          - (1) Принцесса Мария Каролина Бурбон-Сицилийская, герцогиня ди Калабрия (род. 2003)[2]
          -  (2) Принцесса Мария Кьара Бурбон-Сицилийская, герцогиня ди Капри (род. 2005)[2]

    -  Габриэль Бурбон-Сицилийский (1897—1975)
      - Антуан Бурбон-Сицилийский (1929—2019)
        - (3) Принц Франсуа Бурбон-Сицилийский (род. 1960)
          - (4) Принц Антуан Бурбон-Сицилийский (род. 2003)

        - (5) Принц Дженнаро Бурбон-Сицилийский (род. 1966)

      - Принц Жан Мария Казимир Бурбон-Сицилийский (1933—2000)
      - (6) Принц Казимир Бурбон-Сицилийский (род. 1938)
        - (7) Принц Луис Бурбон-Сицилийский (род. 1970)
        - (8) Принц Александр Бурбон-Сицилийский (род. 1974)

14 мая 2016 года на мессе в Соборе Святого Петра в Риме принц Карло Бурбон-Сицилийский, герцог ди Кастро, публично обнародовал своё решение об изменении правил престолонаследия. Это изменение было сделано для того, чтобы совместить порядок наследования с международным и европейским правом, запрещающим любую дискриминацию между мужчинами и женщинами. Закон о абсолютном первородстве будет применяться к его прямым потомкам.

## Порядок наследования в марте1861 года
- Король Франциск I (1777—1830)
  -  Король Фердинанд II (1810—1859)
    -  Король Франциск II (род. 1836)
    - (1) Принц Луи Бурбон-Сицилийский, граф ди Трани (род. 1838)
    - (2) Принц Альфонсо Бурбон-Сицилийский, граф ди Казерта (род. 1841)
    - (3) Принц Гаэтано Бурбон-Сицилийский, граф Джидженто (род. 1846)
    - (4) Принц Паскуале Бурбон-Сицилийский, граф ди Бари (род. 1852)
    - (5) Принц Дженнаро Бурбон-Сицилийский, граф ди Кальтаджироне (род. 1857)

  - (6) Принц Луиджи Бурбон-Сицилийский, граф Акуила (род. 1824)
    - (7) Принц Луиджи Бурбон-Сицилийский, граф Роккоджуджлилма (род. 1845)
    - (8) Принц Филиппо Бурбон-Сицилийский (род. 1847)

  - (9) Принц Франческо, граф ди Трапани (род. 1827)
    - (10) Принц Леопольдо Бурбон-Сицилийский (род. 1853).